# Нільс Ейгтвед
Нільс Ейгтвед (дан. Nicolai Eigtved; 1701—1754) — данський архітектор епохи рококо. Був організатором та першим директором Данської королівської академії образотворчих мистецтв.
Починав як садівник при палаці Фредеріксберг, стажувався в Німеччині, у тому числі у саксонського придворного архітектора Маттеуса Пеппельманна. До 1730 р. працював асистентом останнього на будівельних та військово-інженерних роботах у Дрездені та його околицях.
У 1732—1735 роках вже на службі данського короля, Ейгтвед здійснив поїздку до Італії. Особливо його вразили нові будівлі у стилі рококо, які він бачив в Австрії та Баварії. Щодо фасадної архітектури Ейгтвед засвоїв стриманий класицизуючий підхід французьких архітекторів; він охоче застосовував у своїх спорудах такі деталі у французькому смаку, як мансардні дахи.
Після повернення до Данії архітектор успішно склав конкуренцію придворному архітектору Лаурідсу де Тура. Він працював над оновленням інтер'єрів Крістіансборга і збудував для спадкоємця особняк, в якому нині міститься Національний музей.
Після того, як його покровитель зійшов на престол, Ейтведу було доручено проектування нового району столиці Фредерікстаду. За його проектами було зведено основні містобудівні акценти нового міста — палац Амалієнборг, церква Фредеріка та Фредерікова лікарня.
За кілька місяців до смерті Ейтвед потрапив у немилість у монарха. Його будівельні проекти були передані архітекторам нового покоління, які довели свою відданість правилам класицизму.